# Scytodes cubensis
Scytodes cubensis là một loài nhện trong họ Scytodidae.
Loài này thuộc chi Scytodes. Scytodes cubensis được miêu tả năm 1977 bởi Alayón.